# Cultura de Botai
La Cultura de Botai és una cultura del neolític tardà que va florir al nord del Kazakhstan al IV mil·lenni abans de la nostra era. Pren el nom del poble de Botai, a uns 300 km al nord-oest de la capital, Astanà, i a l'oest de Kokxetau, on se'n va descobrir el primer jaciment arqueològic. Se n'han trobat restes semblants a Krasny Yar, Roshchinskoye, Sergeyevka i Vasilkovka, situades a la mateixa àrea.
Des de la dècada del 2000, les dades arqueozoològiques semblen apuntar a la idea que els cavalls foren domesticats per primera vegada en jaciments de la Cultura de Botai. Tanmateix, alguns estudis posteriors qüestionen la possible domesticació del cavall en la Cultura de Botai.

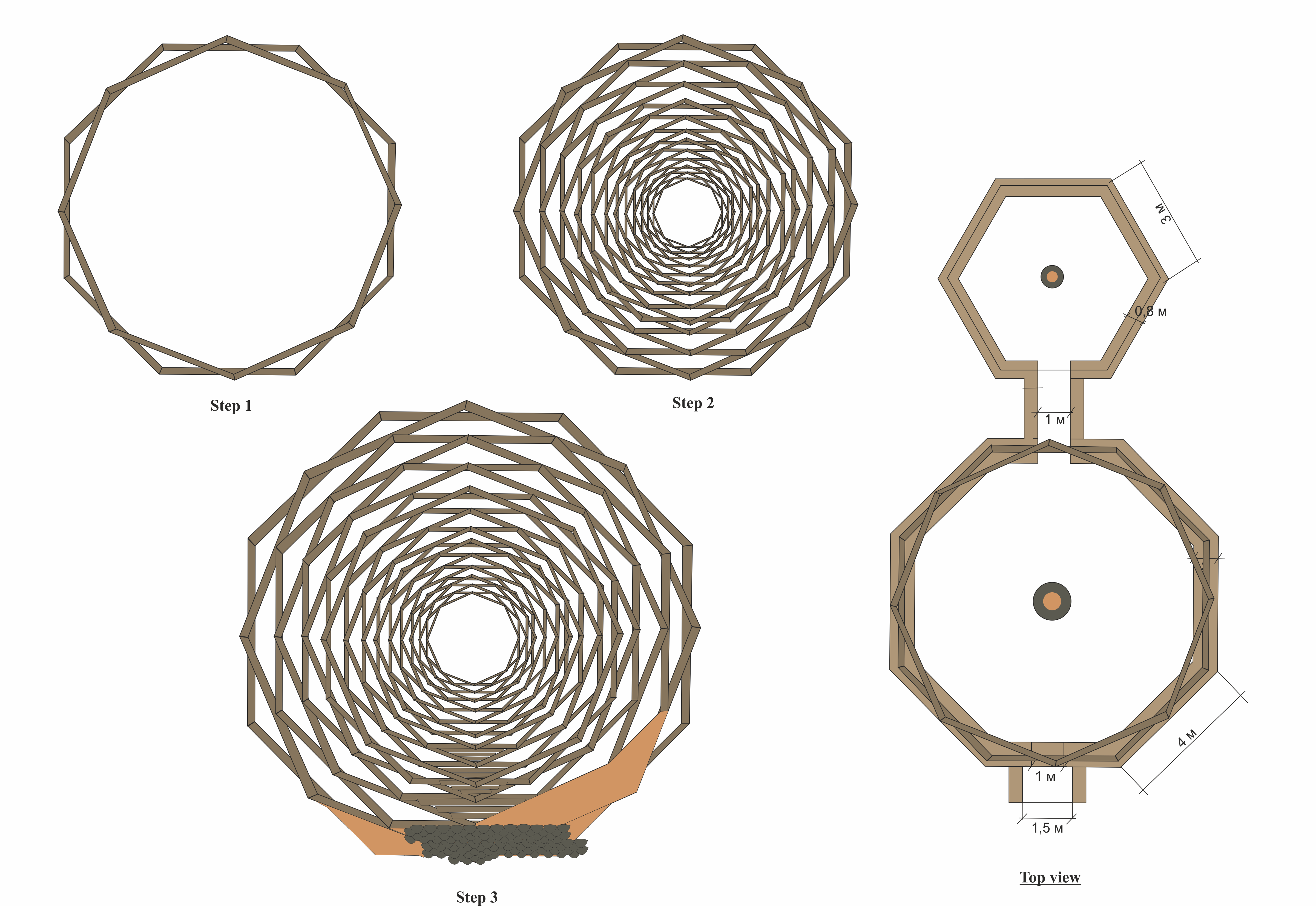
Estructura de la casa Botai

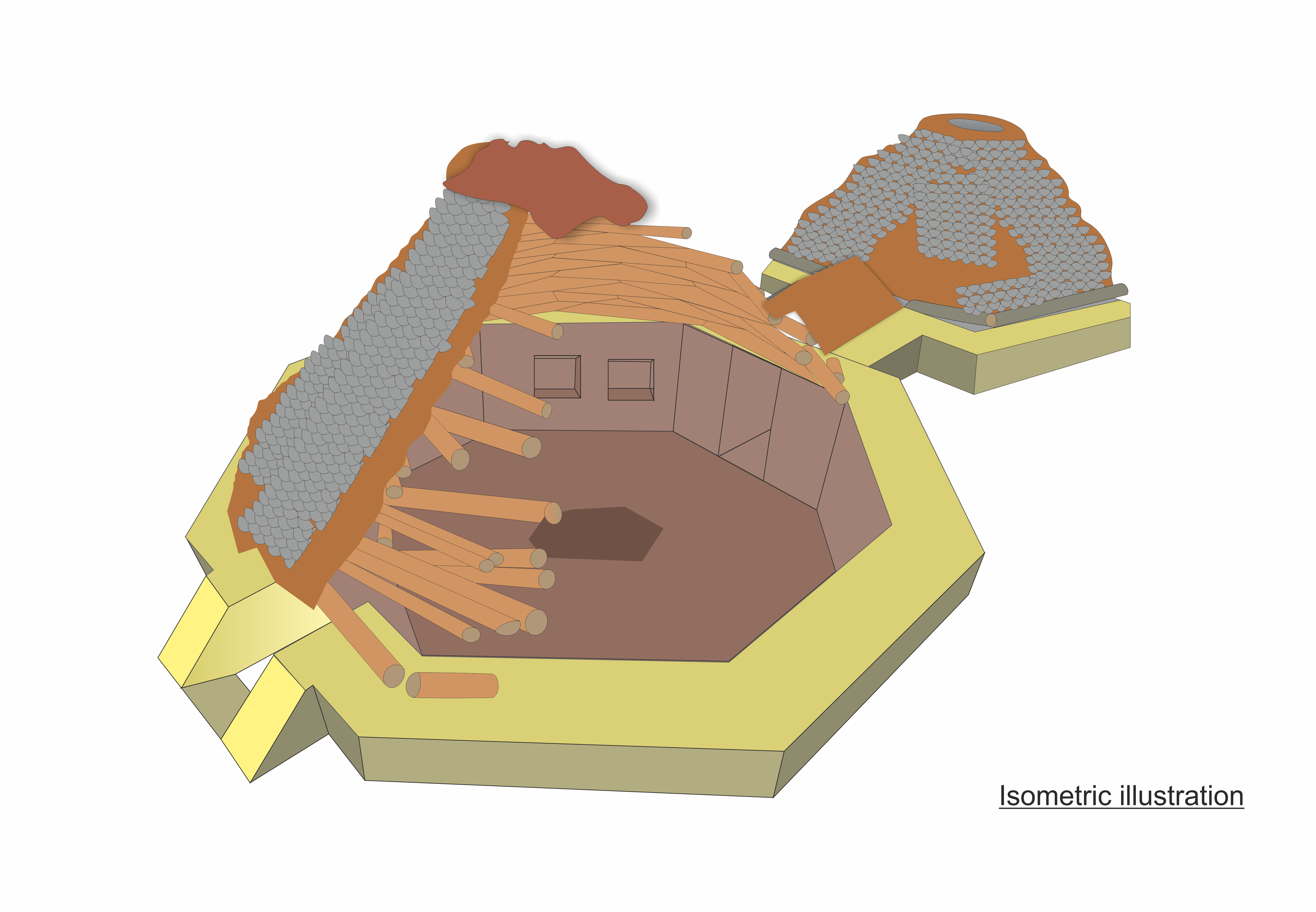
Model d'habitatge Botai

## Història
El jaciment de Botai (c. 3700–3100 ae) el va desenterrar el 1980 l'arqueòleg soviètic d'origen alemany i expressió russa, Viktor Seibert, i ha estat objecte d'excavacions sistemàtiques de llavors ençà.
Durant anys, alguns arqueòlegs del Museu Carnegie d'Història Natural de Pittsburgh, i investigadors de la Universitat d'Exeter, s'han interessat de prop per la Cultura de Botai.

## Descripció
El jaciment de Botai sembla ser el lloc més antic on es testimonia la domesticació del cavall. Cobreix unes 15 ha de plana a la riba dreta del riu Iman-Burluk. Les restes de cabanes mig soterrades encara són clarament visibles a la superfície. Les excavacions realitzades fins ara en més de 10.000 m2 han permés descobrir un centenar de cases., 300.000 objectes i uns centenars de milers d'ossos (el 99,9% de cavalls) se'n van exhumar.

## Estil de vida

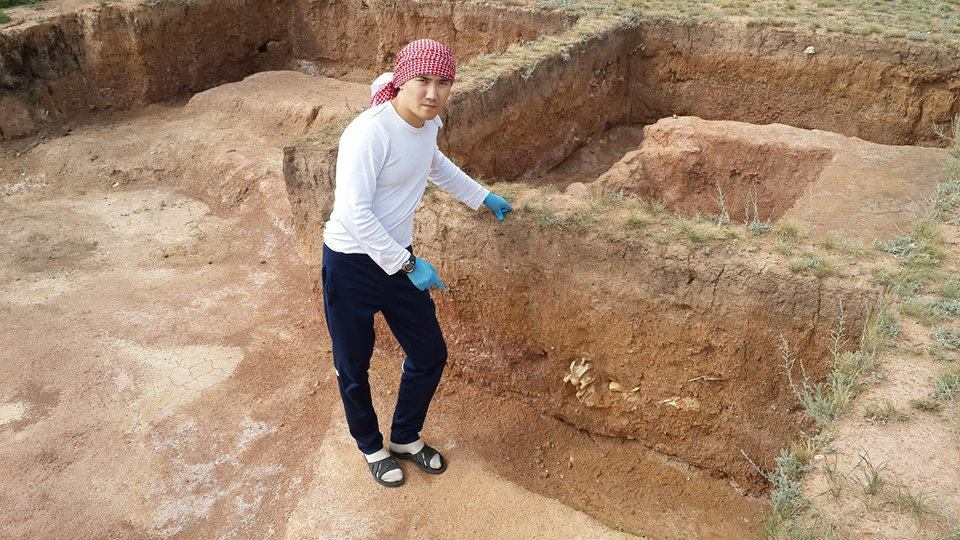
Excavacions d'enterraments del IV mil·lenni ae a Botai

Les estepes de l'Àsia central van veure el creixement d'una cultura material originària durant el Neolític tardà, que, tret d'alguns detalls, romangué inalterada al llarg dels segles. L'entorn dels primers criadors de cavalls el formaven estepes amb forts contrasts estacionals. La supervivència del grup depenia en gran manera de l'adaptació al cicle de les estacions. Alguns assentaments com el de Botai s'utilitzaven per a hivernar. Les tribus vivien a l'hivern en aquestes cabanes mig soterrades, que els arqueòlegs alemanys anomenen Grubenhäuser. Els campaments estaven situats a una distància de 150 a 200 km, de manera que cadascú tenia prou d'espai per a controlar els seus ramats de cavalls. A la primavera, les tribus tornaven a partir cap al sud-oest, cap al sòl arenós, alliberat pel retrocés dels rius, i on la vegetació pionera assegurava el retorn de la caça. Van construir iurtes temporals, caçaven i començaven a emmagatzemar subministraments per a l'hivern següent. L'economia se centrà sobretot en la domesticació del cavall, sense descuidar la caça i la pesca. També n'hi ha testimoni de treball de fusta, os i pedra.

## Ceràmica
La ceràmica es decorava sovint amb motius geomètrics, motius de pinta o bucle. El disseny d'un bocí de ceràmica, que evoca una roda de radis estilitzada, indica que el poble de Botai havia desenvolupat aquesta invenció ja en el Neolític final.

## Genètica
La gent de la Cultura de Botai no coneixia pas l'escriptura; per tant, la seua llengua continua sent un enigma. Les estepes de l'Àsia Central estaven habitades tant per indoeuropeus com per parlants de llengües altaiques.
Genèticament, eren més propers a les poblacions de l'Altai i no tenien un intercanvi genètic significatiu amb la població indoeuropea de la Cultura iamna. Per tant, tenien afinitats amb els siberians orientals i els amerindis.

## Els inicis de la domesticació del cavall?
Al IV mil·lenni abans de la nostra era el clima de les estepes de l'Àsia central es tornà més humit i la vegetació es va diversificar. Segons les recerques de paleogeògrafs i pedòlegs, l'herba degué assolir una alçada de 2 metres, i les estepes albergaven milions de cavalls. Per capturar-los i conservar-los, era essencial que els humans muntassen a cavall. Aquesta necessitat explica una diferència morfològica entre els cavalls salvatges i els domesticats: segons l'investigador estatunidenc David Anthony, el 10% de les dents dels cavalls de la Cultura de Botai examinats presenten traces d'os o trossos de crinera de cavall. El descobriment el 2006 de restes de tancats reforça la hipòtesi de la domesticació del cavall a Botai. S'han trobat traces de kumis (llet d'euga fermentada) en fragments de ceràmica d'uns 5.600 anys d'antiguitat.
Fins fa poc, la Cultura de Sredni Stog d'Ucraïna era considerada la més antiga que havia dominat la domesticació del cavall. Les restes eren les de Dereivka (4000 ae), però la datació per espectrometria de masses acoblada a un accelerador de partícules mostrà que els ossos d'un semental les dents del qual presentaven traces de mos dataven en realitat de l'edat del ferro escita (600 ae).
Alguns descobriments arqueogenètics han canviat la nostra comprensió dels primers cavalls del jaciment eneolític de Botai, i els han identificat com a més propers al cavall de Przewalski que al cavall domèstic modern (Equus caballus). Un estudi publicat el 2021 sembla indicar que, en la mesura que existia, no hi havia un consum generalitzat de llet d'euga al jaciment.
Es qüestionen altres aspectes de la possible domesticació del cavall en la Cultura de Botai. Des del principi de la recerca, uns estudis van demostrar que la composició de les restes de cavalls descobertes a Botai era diferent de la de la majoria de cultures pastorals posteriors: els cavalls estudiats de la Cultura de Botai es distribueixen uniformement entre cavalls mascles i femelles, la majoria sans i en edat reproductiva. Sacrificar, però, regularment animals sans i en edat reproductora d'aquesta manera hauria eliminat un ramat reproductor. En canvi, aquesta barreja demogràfica és habitual entre els animals caçats. Alguns cavalls de Botai tenen puntes de projectil incrustades a les costelles, cosa que indica que van morir com a resultat de la caça en comptes de per una matança controlada. Així, un estudi del 2021 sobre els danys observats a les dents dels cavalls de Botai indica que segurament es deuen a interrupcions naturals en l'evolució i el desgast dental, més que no pas pel contacte amb la brida. Aquests elements suggereixen que el poble Botai encara criava cavalls salvatges de Przewalski en captivitat, però només per menjar-se'n la carn, sense usar-los com a mitjà de transport.
Malgrat les innovacions autòctones, aquests pobles de la Cultura de Botai foren envaïts i substituïts per pastors esteparis indoeuropeus a l'edat del bronze mitjà, i els seus cavalls també foren substituïts.